# مایکروسافت اس‌کیوال سرور
مایکروسافت اس. کیو. ال سرور یا مایکروسافت سی‌کول سرور (به انگلیسی: Microsoft SQL Server) یک نرم‌افزار سیستم مدیریت بانک‌های اطلاعاتی رابطه ای است که توسط شرکت مایکروسافت ساخته شده‌است. به عنوان یک سرور پایگاه داده، این یک محصول نرم‌افزاری است که عملکرد اصلی اش ذخیره‌سازی و بازیابی اطلاعات با توجه به درخواست سایر برنامه‌ها می‌باشد - که ممکن است بر روی همان کامپیوتر یا یک کامپیوتر دیگر در یک شبکه (از جمله اینترنت) اجرا شود.
مایکروسافت حداقل دوازده نسخه متفاوت Microsoft SQL Server را با هدف مخاطبان مختلف و برای تنوع میزان کار، از برنامه‌های کوچک برای اجرا روی یک ماشین تا برنامه‌های بزرگ اینترنتی است همراه با پشتیبانی از کاربران همزمان عرضه می‌کند.

## تاریخچه
مقاله اصلی: تاریخچه Microsoft SQL Server
تاریخچه مایکروسافت SQL Server با اولین محصول Microsoft SQL Server آغاز می‌شود. SQL Server 1.0، یک سرور ۱۶ بیتی برای سیستم عامل OS / 2 در سال ۱۹۸۹منتشر شد و تا امروز در حال گسترش می‌باشد.
برخی از ویژگی‌های این سیستم مدیریت پایگاه داده‌ها به این شرح است:
1. بانک اطلاعاتی رابطه‌ای
2. امکان استفاده از: Trigger, View, Stored procedure
3. پشتیبانی از XML
4. OLAP
5. بسیار قدرتمند و بدون محدودیت حجم و تعداد رکورد
6. پشتیبانی از FullText Search برای سرعت در بازیابی اطلاعات و استفاده از زبان طبیعی در جستجوها

### رویدادهای مهم
MS SQL Server for OS/2 به عنوان پروژه ای برای انتقال Sybase SQL Server روی OS/2 در سال ۱۹۸۹، توسط Sybase , Ashton-Tate و Microsoft آغاز شد.
SQL Server 4.2 برای NT در سال ۱۹۹۳ منتشر شد که نشانگر ورود به ویندوز NT است.
SQL Server 6.0 در سال ۱۹۹۵ منتشر شد، که پایان همکاری با Sybase است. Sybase به ساخت مستقل نسخه خود از SQL Server مستقل از مایکروسافت ادامه می‌دهد.
SQL Server 7.0 در سال ۱۹۹۸ منتشر شد و تبدیل کد از C به ++C است.
SQL Server 2005 که در سال ۲۰۰۵ منتشر شد، بازنگری کامل کد قدیمی Sybase به کد مایکروسافت.
SQL Server 2012، که در سال ۲۰۱۲ منتشر شد، حافظه ستونی در حافظه را با نام مستعار xVelocity اضافه می‌کند که دوره جدیدی را در تجزیه و تحلیل آنلاین آغاز می‌کند
SQL Server 2017، که در سال ۲۰۱۷ منتشر شد، پشتیبانی از این سیستم عامل‌های لینوکس زیر را اضافه می‌کند:
Red Hat Enterprise Linux, SUSE Linux Enterprise Server, Ubuntu & Docker Engine
SQL Server 2019، در تاریخ ۰۴-۱۱-۲۰۱۹ میلادی منتشر شد. مایکروسافت در این نسخه از SQL Server امکانات خوب و جذابی در حوزه‌های مختلف قرار داده‌است.

### در حال حاضر
تا سال 2022، نسخه‌های زیر توسط مایکروسافت پشتیبانی می‌شوند:
SQL Server 2012
SQL Server 2014
SQL Server 2016
SQL Server 2017
SQL Server 2019
SQL Server 2022
از SQL Server 2016 به بعد، این محصول فقط در پردازنده‌های x64 پشتیبانی می‌شود.
نسخه فعلی Microsoft SQL Server 2022 است .

## SQL Server 2008
نسخهٔ بعدی SQL server نسخه SQL server 2008 می‌باشد با کد نامگذاری «کاتمایی» که برای ارائه به بازار ۲۷ فوریه سال ۲۰۰۸ پیشنهاد گردیده و سپس (RTM) در Q3 2008 عرضه گردید.
آخرین CTP در ۱۹ فوریه سال ۲۰۰۸ عرضه گردید. اهداف SQL Server 2008 ایجاد و مدیریت داده‌ها به شکل هماهنگ، سازماندهی و محافظت به شکل اتوماتیک می‌باشد. با توسعه دائمی SQL Server در عرضه تکنولوژی اتلاف وقت به نزدیک صفر رسید.
SQL Server 2008 همیشه در برگیرنده حمایت از داده‌های ساختاری یا نیمه‌ساختاری می‌باشد که این امر شامل قالبهای رسانه‌ای دیجیتال برای عکسها، صوتی، تصویری و دیگر داده‌های چند رسانه‌ای می‌باشد.
در نسخهٔ جدید، اکثر داده‌های چندرسانه‌ای را می‌توان به عنوان BLOB (بخش بزرگ بانیری) ذخیره‌سازی کرد. آگاهی درونی از داده‌های چندرسانه‌ای به ما این اجازه را خواهد داد که کارکردهای تخصیص یافته را اجرا نماییم. براساس نظرات پل فلس‌نر، معاونت ارشد مایکروسافت، کاربران سرور SQL Server 2008 شرکت مایکروسافت می‌توانند به ذخیره‌سازِی داده‌های پشتیبانی شده برای داده‌هایی با تنوع متفاوت بپردازد: XML، پست الکترونیکی (email)، زمان/تقویم، فایل، پرونده … از جمله این داده‌ها می‌باشند. همین‌طور با SQL Server 2008 به خوبی می‌توان به اجرای عملیاتی چون جستجو، پرس‌وجو، تجزیه‌وتحلیل، تقسیم‌بندی و انطباق همه نوع از داده‌ها پرداخت.
از انواع دیگری از داده‌هایی جدید می‌توان از اختصاص داده‌ها و نوع‌های زمانی و انواعی از داده‌های فضایی نام برد که داده‌های وابسته به مکان می‌باشند.
پشتیبانی بهتر برای داده‌های غیرساختاری یا نیمه‌ساختاری با استفاده از بخش * FILESTREAMانجام شده. این نوع از داده‌ها می‌توانند اضافه شده یا اینکه برای بازگرفت به هر فایل ذخیره شده، شد سیستم فایل‌ها بکار رونده داده‌های منسجم یا فراداده‌ها در هر فایل باید در پایگاه داده‌های SQL Server ذخیره شوند؛ و در آنجا اجزا غیرساختاری در سیستم فایل ذخیره می‌شوند.
اکثر فایل‌ها می‌توانند هم از طریق کنترل‌کننده فایل Win32 و هم از طریق SQL Server با استفاده از T-SQL در پایگاه داده‌ها قرار گیرند.
انجام و دستیابی به داده‌های فایل به عنوان یک BLOB باینری محسوب می‌شود. پشتیبانی و ذخیره‌سازی در پایگاه داده‌ها پشتیبانی و ذخیره‌سازی فایل‌های مرجع می‌باشد.
SQL Server 2008 همین‌طور از سلسله مراتب داده‌های اصلی پشتیبانی می‌کند و در برگیرندهٔ مفهوم T-SQL می‌باشد که مستقیماً با آن‌ها سروکار دارد بدون اینکه به تحقیق بازگشتی بپردازد.
داده‌های فضایی می‌توانند به دو صورت ذخیره‌سازی شوند. یک «زمین صاف» (هندسه یا هندسه مسطح) که نوعی از داده‌ها می‌باشند که ارائه‌دهندهٔ داده‌های هندسی فضایی می‌باشند و به شکلهایی که رد اصل به صورت سیستم‌های طراحی کروی و همپایه و… هستند پیش‌بینی شده‌اند. صورت دیگر نوع داده‌های «زمین کروی» (هندسی) هستند که به استفاده از مدل‌های بیضی شکل آنچه که در زمین به صورت منفرد و پیوسته تعریف می‌شوند، می‌پردازند.
SQL Server در برگیرنده ویژگی‌های بهتری در زمینه فشردگی و متراکم داده می‌باشد و بنابراین در بهبود یافتن توانایی اسکالر به ما کمک می‌کند. این بخش همین‌طور دارای اقتدار منابع بوده و به ما این اجازه را می‌دهد که به ذخیره‌سازی منابع برای کاربران بپردازیم.
SQL Server در بردارندهٔ قابلیتهایی برای شفاف‌سازی داده‌ها برای فشرده‌سازی و ذخیره آن‌ها می‌باشد SQL Server کتمایی از موجودیت ساختار *ADO.NET پشتیبانی کرده و به ثبت ابزارها، همانندسازی و تعریف داده‌ها می‌پردازد. تعریف داده‌ها به ساختن مدل داده‌های موجود خواهد پرداخت.
سرویس‌های ثبت‌کنندهٔ SQL Server به ثبت جداول با قابلیتهایی از تطبیق داده‌ها و تجسم محصولات خواهند پرداخت.
آنچه که به وسیلهٔ مایکروسافت از مدیریت جانبی حاصل می‌شود اجازه می‌دهد که سیاست پیکربندی و محدودیتها در پایگاه کامل داده‌ها و جداول مورد اطمینان به‌طور دستوری ایجاد گردد.
نسخهٔ مدیریت استادیو SQL Server شامل SQL Server 2008 می‌باشد که به پشتیبانی از جستجوگر SQL می‌پردازد.
علاوه بر این به وسیلهٔ CTP رایج انتخاب لازم برای تحقیق و بررسی محدود می‌شود. این امر باعث ساختارهای دیگری از T-SQL در انتشارات بعدی می‌گردد. * SQL Server ۲۰۰۸ به ایجاد پایگاه داده‌های موجود از طریق بدنه قدرت ویندوز و کاربرد مدیریت در دسترسی می‌پردازد؛ بنابراین سرور و همهٔ نمونه‌های پیوسته می‌توانند به وسیله بدنهٔ قدرت ویندوز اداره شوند.
* Editions
شرکت مایکروسافت به ایجاد سرور SQL موجود در نسخه‌های چندگانه کرد که دارای دستگاه‌هایی با ویژگی متفاوت و کاربرانی با اهداف متمایز بود.

## SQL Server 2008 R2
بعد از آمدن نسخه 2008 لازم بود تا نسخه ای ایجاد شود تا تمامی باگ ها و عیب و نقص های نسخه 2008 را پوشش دهد، از این رو شاهد رونمایی از نسخه 2008 R2 هستیم، این نسخه بسیار کاربردی و جذاب بود به طوری که سالینان سال برنامه نویسان برای کارهای پایگاه داده خود از این نسخه استفاده می کردند.
اما سر انجام مایکروسافت اعلام کرد که در تاریخ 14 ژانویه 2020 پشتیبانی از این محصول را متوقف خواهد کرد.

## ویرایش‌های مختلف

### سرور SQL ویرایش متراکم (SQL CE)
این ویراستار فشرده یک موتور با پایگاه داده‌های مستحکم می‌باشد. به جهت اندازه کوچک آن دارای دستگاهی با ویژگی‌های کاهش‌دهنده در مقایسه با ویراستارهای دیگر می‌باشد. این وسیله به وسیلهٔ پایگاه داده‌ها با سایز حداکثر 4GB محدود شده و نمی‌تواند براساس سرویس ویندوز عمل نماید ویراستار متراکم باید تابع تقاضای کاربرد می‌باشد.

### سرور SQL ویرایش محدود (SQL Server Express)
سرور SQL با ویراژ پرسرعت یک میزان پایین، ویراژ آزاد از سرور SQL می‌باشد که در برگیرنده موتور مرکزی پایگاه داده‌هاست. در حالیکه هیچ گونه محدودیتی در شماره پایگاه داده‌ها یا کاربران پشتیبانی شده وجود ندارد پایگاه داده‌های کلی به ذخیره‌سازی در بخش‌های مجزا می‌پردازد. هدف از این کار جایگزینی *MSDE می‌باشد. سرویس جستجوگر متن کامل به عنوان یک بخش ضمیمه در سرور SQL با ویراژ پرسرعت قرار می‌گیرد. به‌طور کلی نسخهٔ سرور SQL مدیریت استودیو برای عمل ویراستاری در دسترس می‌باشد.

### سرور SQL ویرایش گروه کاری
سرور SQL با ویراژ کار گروه در برگیرنده موتور مرکزی پایگاه داده‌ها می‌باشد این بخش از دیسک ویراژ در شمار نمونه‌هایی با فعالیت کمتر قرار می‌گیرد و در برگیرنده عملکردهایی با دسترسی بالا و شاخصهای برابر نمی‌باشد.

### سرور SQL ویرایش سازمانی
سرور * SQL ویرایش سازمانی، نسخه‌ای از سرور SQL با ویژگی‌های کامل می‌باشد که در برگیرندهٔ هر دو موتور مرکزی پایگاه داده‌ها و سرویس‌های اضافی می‌باشد و این در حالی است که وجود دامنهٔ ابزارها برای ایجاد و اداره سرور SQL به صورت خوشه‌ای است.

### سرور SQL ویرایش برنامه نویسان
نگارش قابل کدنویسی سرور SQL دارای همان ویژگی‌های نگارش enterprise این سرور می‌باشد که با وسیله لایسنس، کاربرد آن تنها به عنوان یک سیستم آزمایش و توسعه محدود گردیده و به عنوان یک سرور تولیدی محسوب نمی‌شود. این نسخه به عنوان بخشی از برنامه Dream Spark مایکروسافت برای بارگذاری توسط دانشجویان به‌طور رایگان موجود می‌باشد.

## خدمات ارائه شده توسط SQL Server
- موتور پایگاه داده
- Sql Server Agent
- Sql Server Browser
- خدمات تجزیه و تحلیل سرور
- خدمات تجزیه و تحلیل داده
- خدمات گزارش دهی سرور
- خدمات یک پارچه سازی سرور

## سرویس‌ها

### Reporting Services
در سال ۲۰۰۳ یک add-on به SQL Server نسخه ۲۰۰۰ به عنوان یک سرویس گزارشگیری افزوده شد. این سرویس تا نسخه ۲۰۰۵ خیلی کاربردی نبود. از سال ۲۰۰۵ مایکروسافت سرمایه‌گذاری خوبی را در این زمینه که قبل از آن شرکتهایی در آن فعالیت می‌کردند آغاز کرد. اینگونه بود که از این مقطع زمانی به بعد مایکروسافت اقدامات خوبی را در این زمینه شروع کرد و آن را از حالت یک add-on خارج کرد.
معماری SSRS
سه کامپوننت اصلی وجود دارد که با یکدیگر کار کرده و SSRS را به یک برنامه چندلایه واقعی تبدیل می‌کند. این سه عبارتند از:
1. Client
2. Report Server
3. SQL Server Report Databases

شکل زیر یک تفکیک مفهومی از این سه بخش و اجزا آن است.
در اینجا data source و SSRS databases , ReportServer و ReportServerTempDB موجودیتهای مجزایی هستند. Data Source منبع و منشأ اصلی داده‌ها برای پر کردن گزارش‌ها است و Report Server Databases وظیفه ذخیره‌سازی اطلاعات مربوط به گزارش‌ها را بر عهده دارند. هر دوی این دو می‌توانند به صورت فیزیکی در یک SQL Server مشترک قرار گیرند، فزض کنید که data source یک پایگاه داده SQL Server است. Data source می‌تواند data providerهای مختلف مثل SQL Server, Oracle, LDAP یا Analysis Service را پشتیبانی نماید. این امر ممکن است که شما یک سرور واحد را هم برای SSRS Report Server Web Service و هم برای Report Server Database پیکربندی کنید. اگر چه این کار توصیه نمی‌شود مگر اینکه تعداد کاربر شما کم باشد.

### Integration Services
{{سخ}} SQL Server Integration Services یا SSIS، ابزاری است که برای اجرای عملیات‌های ETL مانند extract کردن، transform کردن، و load کردن داده‌ها مورد استفاده قرار می‌گیرد.
SQL Server Integration Services یا SSIS، ابزاری است که برای اجرای عملیات‌های ETL مانند extract کردن، transform کردن، و load کردن داده‌ها مورد استفاده قرار می‌گیرد. درحالیکه فرایند ETL در برنامه‌های Data Warehousing رایج است، SSIS به هیچ وجه محدود به DW نیست؛ مثلاً وقتی یک با استفاده از SQL Server Management Studio، یک Maintenance Plan ایجاد می‌کنید، یک پکیج SSIS ایجاد می‌شود. در سطحی بالاتر، SSIS قابلیت‌های زیر را در اختیار می‌گذارد:
- بازیابی داده‌ها از هر منبعی
- اجرای transformationهای مختلف روی داده‌ها، مانند تبدیل از نوعی به نوع دیگر، تبدیل حروف بزرگ به کوچک، اجرای محاسبات، و غیره.
- بارگذاری داده‌ها درون هر منبعی
- تعریف یک جریان کاری (workflow)

نسخه اول SSIS در SQL Server 2005 معرفی شد. SSIS جایگزینی برای Data Transformation Services یا DTS بود که در SQL Server 7.0 و SQL Server 2000 دردسترس بود. SSIS بر اساس قابلیت‌های معرفی شده در DTS ساخته شده‌است.

## ویژگی‌های برتر Sql Server 2019
- Performance & Tuning
- Security
- High Availability
- Data Virtualization
- Big Data Cluster
- Use Docker
- Machine Learning

همانطور که میدانید با آپدیت Sql server از نسخه 2017 به 2019 شاهد تغییرات خیلی بزرگی بودیم که کاملا قابل حس کردن می باشد. در بخش بالا به صورت تیتروار برخی از قابلیت های آن را ذکر کردیم.
بدون شک Sql Server 2019 یکی از بهترین نرم‌افزارهای مدیریت داده می‌باشد که در اکثر پلتفرم‌های قدرتمند مورد استفاده قرار می‌گیرد و شما می‌توانید توسط آن بسیاری از نرم‌افزارهای کاربردی در بستر وب و اپلیکیشن را خلق کنید.

### Business Intelligence Development Studio

#### نحوه نصب 2019 Microsoft SQL Server
با توجه به اینکه از sql server 2016 برنامه SSMS از فایل راه انداز SQL Server جدا شده‌است جهت نصب می‌بایست هم SQL Server و هم SSMS را به صورت جداگانه نصب نمود.